# E. L. James
E. L. James, pseudonimo di Erika Leonard (nata Mitchell; Londra, 7 marzo 1963), è una scrittrice britannica.
È l'autrice del romanzo erotico best seller Cinquanta sfumature di grigio e degli altri due libri che compongono la trilogia Cinquanta sfumature di nero e Cinquanta sfumature di rosso.

## Biografia
Agli inizi della sua carriera di scrittrice usò lo pseudonimo Snowqueen Icedragon.
Cresciuta nel Buckinghamshire, educata privatamente, Erika Leonard si diplomò presso la University of Kent, prima di diventare assistente di un direttore di studio presso la National Film and Television School di Beaconsfield.
In origine la saga Cinquanta sfumature era nata come fanfiction su Twilight pubblicata a puntate su Fanfiction.net sotto lo pseudonimo di Snowqueen Icedragon, con il titolo di Master of the Universe. Le storie che rielaborano un'opera originale, solitamente inserendo i personaggi in un nuovo contesto, sono dette in gergo alternative universe. Se costruiti molto bene, o comunque sulla base di una buona idea, non è impensabile che questi universi si trasformino in un mondo a parte, e che diventino insomma delle narrazioni indipendenti, capaci di camminare con le proprie gambe.
Nel 2012, il Time Magazine incluse la James nella sua lista annuale delle 100 persone più influenti del mondo. Dal 2012 vive nel distretto londinese di Brentford con il marito, lo sceneggiatore Niall Leonard, e i due figli.
Il 1º giugno 2015 annunciò l'uscita del suo nuovo libro Grey: Fifty Shades of Grey as Told by Christian, rilettura del primo romanzo della saga dal punto di vista del miliardario protagonista. L'uscita avvenne il 18 dello stesso mese nei paesi anglosassoni.
I suoi libri, da cui è stata tratta una trilogia cinematografica, hanno venduto oltre 125 milioni di copie in 52 diversi paesi.

## Opere
- Cinquanta sfumature di grigio (Fifty Shades of Grey), 2011
- Cinquanta sfumature di nero (Fifty Shades Darker), 2012
- Cinquanta sfumature di rosso (Fifty Shades Freed), 2012
- Grey (Grey: Fifty Shades of Grey as Told By Christian), 2015
- Darker (Darker: Fifty Shades Darker as Told By Christian), 2018
- The Mister, 2019, E-book ISBN 978-88-520-9413-2
- Freed (Freed: Fifty Shades of Freed as Told By Christian), 2021
- La signora (The Missus), 2023

## Filmografia
- Cinquanta sfumature di grigio (Fifty Shades of Grey), regia di Sam Taylor-Johnson (2015)
- Cinquanta sfumature di nero (Fifty Shades Darker), regia di James Foley (2017)
- Cinquanta sfumature di rosso (Fifty Shades Freed), regia di James Foley (2018)